# حیوانات (ترانه مارون فایو)
«حیوانات» تک‌آهنگی از گروه موسیقی آلترنتیو راک مارون فایو است که در ۲۲ اوت ۲۰۱۴ منتشر شد. این تک‌آهنگ در آلبوم پنج (آلبوم مارون فایو) قرار داشت.